# Kyjovské údolí
Kyjovské údolí är ett naturreservat i Tjeckien.   Det ligger i regionen Ústí nad Labem, i den norra delen av landet, 90 km norr om huvudstaden Prag.